# Borova Kosa
Borova Kosa – wieś w Chorwacji, w żupanii bielowarsko-bilogorskiej, w gminie Đulovac. W 2011 roku liczyła 91 mieszkańców.